# Leichtathletik-Länderkampf der Frauen 1986 Italien – BR Deutschland / BR Deutschland – Ungarn
| 9./10. Leichtathletik-Länderkampf mit bundesdeutscher Beteiligung 1986 | 9./10. Leichtathletik-Länderkampf mit bundesdeutscher Beteiligung 1986 |
| ---------------------------------------------------------------------- | ---------------------------------------------------------------------- |
|                                                                        |                                                                        |
| Ländervergleich der Frauen: Italien – BR Deutschland – Ungarn          |                                                                        |
| Austragungsort                                                         | Verona                                                                 |
| Wettbewerbe                                                            | 15                                                                     |
| Datum                                                                  | 19. Juni                                                               |
| 1. ITA 2. FRG                                                          | 79 Punkte 78 Punkte                                                    |
| 1. FRG 2. HUN                                                          | 90 Punkte 67 Punkte                                                    |
| Chronik                                                                |                                                                        |
| ← FRG-URS 7kampf (F)                                                   | ITA-FRG/FRG-HUN (M) →                                                  |

Die Vergleiche neun und zehn des Länderkampfjahres 1986 wurden in einer Veranstaltung mit drei Ländern ausgetragen, die in getrennter Wertung gegeneinander antraten. So trafen die bundesdeutschen Leichtathletinnen in einem Länderkampf mit dem allgemeinen leichtathletischen Programm am 19. Juni auf Italien und Ungarn. Ausrichter war die norditalienische Stadt Verona.
Mit Italien hatte das letzte Kräftemessen 1974 stattgefunden. Nun bestritten die beiden Länder ihre neunte Begegnung. Alle vorangegangenen Vergleiche hatten die bundesdeutschen Sportlerinnen für sich entschieden.
Gegen Ungarn kam es in Verona zur fünften Begegnung der bundesdeutschen Frauen in einem Zweiländerkampf. Die fünf vorausgegangenen Aufeinandertreffen hatte die Bundesrepublik für sich entschieden.
Auch die Männer bestritten parallel einen Vergleich mit Italien und Ungarn, der allerdings in Mailand stattfand.

## Modus
Auf dem Programm standen vierzehn der fünfzehn damaligen olympischen Frauenwettbewerbe. Es fehlte der nur der 3000-Meter-Lauf. Als fünfzehnte Disziplin wurde darüber hinaus ein Gehwettbewerb auf der Bahn über 5000 Meter ausgetragen. In beiden Länderkämpfen starteten zwei Teilnehmerinnen je Wettbewerb und Land. Gewertet wurde nach dem Standardsystem.

## Ergebnis
Der Ausgang des Aufeinandertreffens mit Italien war äußerst eng. In den Einzelläufen erzielte die Bundesrepublik vier Siege, Italien drei. Italien kam dabei zu zwei Doppelerfolgen, die Bundesrepublik zu einem. In den beiden Staffeln sowie den beiden Sprüngen ging jeweils eine Disziplinwertung an Italien und eine an Deutschland. Das Bahngehen entschieden die Italienerinnen per Doppelerfolg für sich. Im Bereich Wurf/Stoß siegten die bundesdeutschen Athletinnen zweimal, die italienischen Vertreterinnen einmal. Am Ende lagen die beiden Teams in der Länderkampfwertung einen einzigen Punkt auseinander, mit 78 zu 79 Punkten mussten die bundesdeutschen Frauen ihre erste Niederlage gegen Italien hinnehmen.
Gegen Ungarn zeigte sich die Bundesrepublik Deutschland dagegen klar überlegen. Sechs Einzellauferfolge erzielten die bundesdeutschen Sportlerinnen, die Ungarinnen einen. Beide Staffeln gingen an die Bundesrepublik. Im Bahngehen waren die Ungarinnen mit einem Doppelerfolg stärker als die bundesdeutschen Frauen. Die Siege in den beiden Sprungwettbewerben teilten sich Deutschland und Ungarn. In der Kategorie Wurf/Stoß gewannen die deutschen Vertreterinnen zweimal, die Ungarinnen einmal. Mit neunzig zu 67 Punkten ging die Länderkampfwertung sehr eindeutig an die Bundesrepublik Deutschland.

## Einzelresultate

### 100 m
| Platz | Athletin        | Land | Zeit (s) | Länderkampfwertung | Länderkampfwertung |
| ----- | --------------- | ---- | -------- | ------------------ | ------------------ |
| 1     | Rossella Tarolo | ITA  | 11,58    | 1. ITA 2. FRG      | 6 P 5 P            |
| 2     | Ute Thimm       | FRG  | 11,76    | 1. ITA 2. FRG      | 6 P 5 P            |
| 3     | Resi März       | FRG  | 11,85    | 1. ITA 2. FRG      | 6 P 5 P            |
| 4     | Daniela Ferrian | ITA  | 11,89    | 1. FRG 2. HUN      | 8 P 3 P            |
| 5     | Erzsebet Juhász | HUN  | 12,05    | 1. FRG 2. HUN      | 8 P 3 P            |
| 6     | Irma Koenye     | HUN  | 12,28    | 1. FRG 2. HUN      | 8 P 3 P            |

Wind: +1,35 m/s

### 200 m
| Platz | Athletin        | Land | Zeit (s) | Länderkampfwertung | Länderkampfwertung |
| ----- | --------------- | ---- | -------- | ------------------ | ------------------ |
| 1     | Rossella Tarolo | ITA  | 23,09    | 1. ITA 2. FRG      | 8 P 3 P            |
| 2     | Carla Mercurio  | ITA  | 23,42    | 1. ITA 2. FRG      | 8 P 3 P            |
| 3     | Anke Köninger   | FRG  | 23,72    | 1. ITA 2. FRG      | 8 P 3 P            |
| 4     | Ulrike Sarvari  | FRG  | 23,93    | 1. FRG 2. HUN      | 8 P 3 P            |
| 5     | Erzsebet Juhász | HUN  | 24,18    | 1. FRG 2. HUN      | 8 P 3 P            |
| 6     | Irma Koenye     | HUN  | 24,44    | 1. FRG 2. HUN      | 8 P 3 P            |

Wind: +1,93 m/s

### 400 m
| Platz | Athletin        | Land | Zeit (s) | Länderkampfwertung | Länderkampfwertung |
| ----- | --------------- | ---- | -------- | ------------------ | ------------------ |
| 1     | Gisela Kinzel   | FRG  | 51,77    | 1. FRG 2. ITA      | 6 P 5 P            |
| 2     | Cosetta Campana | ITA  | 52,93    | 1. FRG 2. ITA      | 6 P 5 P            |
| 3     | Ilona Pál       | HUN  | 52,98    | 1. FRG 2. ITA      | 6 P 5 P            |
| 4     | Erica Rossi     | ITA  | 53,05    | 1. FRG 2. HUN      | 7 P 4 P            |
| 5     | Astrid Ortel    | FRG  | 53,63    | 1. FRG 2. HUN      | 7 P 4 P            |
| 6     | Andrea Erdélyi  | HUN  | 53,84    | 1. FRG 2. HUN      | 7 P 4 P            |

### 800 m
| Platz                  | Athletin            | Land | Zeit (min) | Länderkampfwertung | Länderkampfwertung |
| ---------------------- | ------------------- | ---- | ---------- | ------------------ | ------------------ |
| 1                      | Gaby Bußmann        | FRG  | 2:02,02    | 1. FRG 2. ITA      | 8 P 3 P            |
| 2                      | Brigitte Brückner   | FRG  | 2:03,37    | 1. FRG 2. ITA      | 8 P 3 P            |
| 3                      | Valentina Tauceri   | ITA  | 2:05,00    | 1. FRG 2. ITA      | 8 P 3 P            |
| 4                      | Elvira Biacsics     | HUN  | 2:05,01    | 1. FRG 2. ITA      | 8 P 3 P            |
| 5                      | Rita Csordos        | HUN  | 2:05,07    | 1. FRG 2. HUN      | 8 P 3 P            |
| 6                      | Agnese Possamai     | ITA  | 2:06,40    | 1. FRG 2. HUN      | 8 P 3 P            |
| außerhalb der Wertung: |                     |      |            | 1. FRG 2. HUN      | 8 P 3 P            |
| Gabriela Lesch (3.)    | Gabriela Lesch (3.) | FRG  | 2:03,84    | 1. FRG 2. HUN      | 8 P 3 P            |

### 1500 m
| Platz | Athletin         | Land | Zeit (min) | Länderkampfwertung | Länderkampfwertung |
| ----- | ---------------- | ---- | ---------- | ------------------ | ------------------ |
| 1     | Vera Michallek   | FRG  | 4:20,00    | 1. FRG 2. ITA      | 7 P 4 P            |
| 2     | Roberta Brunet   | ITA  | 4:20,78    | 1. FRG 2. ITA      | 7 P 4 P            |
| 3     | Zita Ágoston     | HUN  | 4:22,29    | 1. FRG 2. ITA      | 7 P 4 P            |
| 4     | Birgit Schmidt   | FRG  | 4:22,57    | 1. FRG 2. HUN      | 7 P 4 P            |
| 5     | Rudolfine Vener  | HUN  | 4:24,19    | 1. FRG 2. HUN      | 7 P 4 P            |
| 6     | Alessandra Corti | ITA  | 4:30,19    | 1. FRG 2. HUN      | 7 P 4 P            |

### 100 m Hürden
| Platz | Athletin          | Land | Zeit (s) | Länderkampfwertung | Länderkampfwertung |
| ----- | ----------------- | ---- | -------- | ------------------ | ------------------ |
| 1     | Margit Palombi    | HUN  | 13,27    | 1. ITA 2. FRG      | 8 P 3 P            |
| 2     | Xénia Siska       | HUN  | 13,30    | 1. ITA 2. FRG      | 8 P 3 P            |
| 3     | Patrizia Lombardo | ITA  | 13,32    | 1. ITA 2. FRG      | 8 P 3 P            |
| 4     | Mary Massarin     | ITA  | 13,51    | 1. HUN 2. FRG      | 8 P 3 P            |
| 5     | Claudia Reidick   | FRG  | 13,59    | 1. HUN 2. FRG      | 8 P 3 P            |
| 6     | Edith Oker        | FRG  | 13,66    | 1. HUN 2. FRG      | 8 P 3 P            |

### 400 m Hürden
| Platz                  | Athletin            | Land | Zeit (s) | Länderkampfwertung | Länderkampfwertung |
| ---------------------- | ------------------- | ---- | -------- | ------------------ | ------------------ |
| 1                      | Gudrun Abt          | FRG  | 56,36    | 1. FRG 2. ITA      | 7 P 4 P            |
| 2                      | Giuseppina Cirulli  | ITA  | 57,31    | 1. FRG 2. ITA      | 7 P 4 P            |
| 3                      | Beate Holzapfel     | FRG  | 58,13    | 1. FRG 2. ITA      | 7 P 4 P            |
| 4                      | Erika Szopori       | HUN  | 58,24    | 1. FRG 2. ITA      | 7 P 4 P            |
| 5                      | Irmgard Trojer      | ITA  | 58,86    | 1. FRG 2. HUN      | 8 P 3 P            |
| 6                      | Ildiko Bihari       | HUN  | 61,85    | 1. FRG 2. HUN      | 8 P 3 P            |
| außerhalb der Wertung: |                     |      |          | 1. FRG 2. HUN      | 8 P 3 P            |
| Sabine Zwiener (6.)    | Sabine Zwiener (6.) | FRG  | 59,16    | 1. FRG 2. HUN      | 8 P 3 P            |

### 4 × 100 m Staffel
| Platz | Besetzung      | Land                                                        | Zeit (s) | Länderkampfwertung | Länderkampfwertung |
| ----- | -------------- | ----------------------------------------------------------- | -------- | ------------------ | ------------------ |
| 1     | Italien        | Rita Angotzi Carla Mercurio Daniela Ferrian Rossella Tarolo | 44,00    | 1. ITA 2. FRG      | 5 P 2 P            |
| 2     | BR Deutschland | Resi März Anke Köninger Heidi-Elke Gaugel Ute Thimm         | 44,35    | 1. FRG 2. HUN      | 5 P 2 P            |
| 3     | Ungarn         | Xénia Siska Erzsebet Juhász Irma Koenye Margit Palombi      | 46,96    | 1. FRG 2. HUN      | 5 P 2 P            |

### 4 × 400 m Staffel
| Platz | Besetzung      | Land                                                           | Zeit (min) | Länderkampfwertung | Länderkampfwertung |
| ----- | -------------- | -------------------------------------------------------------- | ---------- | ------------------ | ------------------ |
| 1     | BR Deutschland | Karin Lix Helga Arendt Ute Thimm Heidi-Elke Gaugel             | 3:35,66    | 1. FRG 2. ITA      | 5 P 2 P            |
| 2     | Italien        | Giuseppina Perlino Cosetta Campana Annamaria Rossi Erica Rossi | 3:36,79    | 1. FRG 2. HUN      | 5 P 2 P            |
| 3     | Ungarn         | Andrea Erdélyi Erika Szopori Noémi Bátori Ilona Pál            | 3:39,59    | 1. FRG 2. HUN      | 5 P 2 P            |

### 5000 m Bahngehen
| Platz | Athletin            | Land | Zeit (min) | Länderkampfwertung | Länderkampfwertung |
| ----- | ------------------- | ---- | ---------- | ------------------ | ------------------ |
| 1     | Giuliana Salce      | ITA  | 21:35,25   | 1. ITA 2. FRG      | 8 P 3 P            |
| 2     | Maria Rosza         | HUN  | 23:40,15   | 1. ITA 2. FRG      | 8 P 3 P            |
| 3     | Antonella Marangoni | ITA  | 24:14,27   | 1. ITA 2. FRG      | 8 P 3 P            |
| 4     | Rudolfine Hudi      | HUN  | 24:59,02   | 1. HUN 2. FRG      | 8 P 3 P            |
| 5     | Brigitte Buck       | FRG  | 25:06,59   | 1. HUN 2. FRG      | 8 P 3 P            |
| 6     | Christine Stegmaier | FRG  | 25:10,05   | 1. HUN 2. FRG      | 8 P 3 P            |

### Hochsprung
| Platz | Athletin           | Land | Höhe (m) | Länderkampfwertung | Länderkampfwertung |
| ----- | ------------------ | ---- | -------- | ------------------ | ------------------ |
| 1     | Olga Juha          | HUN  | 1,84     | 1. ITA 2. FRG      | 7 P 4 P            |
| 2     | Sara Simeoni       | ITA  | 1,84     | 1. ITA 2. FRG      | 7 P 4 P            |
| 3     | Heike Redetzky     | FRG  | 1,84     | 1. ITA 2. FRG      | 7 P 4 P            |
| 4     | Alessandra Fossati | ITA  | 1,80     | 1. HUN 2. FRG      | 6 P 5 P            |
| 5     | Sabine Bramhoff    | FRG  | 1,75     | 1. HUN 2. FRG      | 6 P 5 P            |
| 6     | Emese Béla         | HUN  | 1,70     | 1. HUN 2. FRG      | 6 P 5 P            |

### Weitsprung
| Platz | Athletin            | Land | Weite (m) | Länderkampfwertung | Länderkampfwertung |
| ----- | ------------------- | ---- | --------- | ------------------ | ------------------ |
| 1     | Jasmin Feige        | FRG  | 6,20      | 1. FRG 2. ITA      | 7 P 4 P            |
| 2     | Alessandra Beccati  | ITA  | 6,12      | 1. FRG 2. ITA      | 7 P 4 P            |
| 3     | Zsuzsa Vanyek       | HUN  | 6,11      | 1. FRG 2. ITA      | 7 P 4 P            |
| 4     | Anna Buballa        | FRG  | 6,08      | 1. FRG 2. HUN      | 7 P 4 P            |
| 5     | Antonella Capriotti | ITA  | 6,00      | 1. FRG 2. HUN      | 7 P 4 P            |
| 6     | Ildikó Fekete       | HUN  | 5,98      | 1. FRG 2. HUN      | 7 P 4 P            |

### Kugelstoßen
| Platz | Athletin            | Land | Weite (m) | Länderkampfwertung | Länderkampfwertung |
| ----- | ------------------- | ---- | --------- | ------------------ | ------------------ |
| 1     | Vera Schmidt        | FRG  | 17,47     | 1. FRG 2. ITA      | 6 P 5 P            |
| 2     | Marta Kripli        | HUN  | 17,07     | 1. FRG 2. ITA      | 6 P 5 P            |
| 3     | Hainal Herth        | HUN  | 16,39     | 1. FRG 2. ITA      | 6 P 5 P            |
| 4     | Assunta Chiumarello | ITA  | 15,83     | 1. FRG 2. HUN      | 6 P 5 P            |
| 5     | Agnese Maffeis      | ITA  | 14,82     | 1. FRG 2. HUN      | 6 P 5 P            |
| 6     | Ursula Kreutel      | FRG  | 14,15     | 1. FRG 2. HUN      | 6 P 5 P            |

### Diskuswurf
| Platz | Athletin       | Land | Weite (m) | Länderkampfwertung | Länderkampfwertung |
| ----- | -------------- | ---- | --------- | ------------------ | ------------------ |
| 1     | Marta Kripli   | HUN  | 61,30     | 1. ITA 2. FRG      | 7 P 4 P            |
| 2     | Maria Marello  | ITA  | 57,54     | 1. ITA 2. FRG      | 7 P 4 P            |
| 3     | Agnese Herczeg | HUN  | 55,58     | 1. ITA 2. FRG      | 7 P 4 P            |
| 4     | Ursula Kreutel | FRG  | 53,02     | 1. HUN 2. FRG      | 8 P 3 P            |
| 5     | Lidia Rognini  | ITA  | 52,40     | 1. HUN 2. FRG      | 8 P 3 P            |
| 6     | Dagmar Galler  | FRG  | 52,20     | 1. HUN 2. FRG      | 8 P 3 P            |

### Speerwurf
| Platz                  | Athletin              | Land | Weite (m) | Länderkampfwertung | Länderkampfwertung |
| ---------------------- | --------------------- | ---- | --------- | ------------------ | ------------------ |
| 1                      | Ingrid Thyssen        | FRG  | 60,52     | 1. FRG 2. ITA      | 8 P 3 P            |
| 2                      | Zsuzsa Malovecz       | HUN  | 59,22     | 1. FRG 2. ITA      | 8 P 3 P            |
| 3                      | Beate Peters          | FRG  | 57,46     | 1. FRG 2. ITA      | 8 P 3 P            |
| 4                      | Katalin Hartari       | HUN  | 54,50     | 1. FRG 2. ITA      | 8 P 3 P            |
| 5                      | Fausta Quintavalla    | ITA  | 53,30     | 1. FRG 2. HUN      | 7 P 4 P            |
| 6                      | Wilma Vidotto         | ITA  | 43,00     | 1. FRG 2. HUN      | 7 P 4 P            |
| außerhalb der Wertung: |                       |      |           | 1. FRG 2. HUN      | 7 P 4 P            |
| Manuela Alizadeh (4.)  | Manuela Alizadeh (4.) | FRG  | 55,54     | 1. FRG 2. HUN      | 7 P 4 P            |